# 赤尾駅
赤尾駅（せきびえき、中文表記: 赤尾站、英文表記: Chiwei Station）は、中華人民共和国深圳市福田区に位置する深圳地下鉄7号線（西麗線）の駅である。

## 駅構造
島式ホーム1面2線の地下駅である。

## 隣の駅
■7号線
皇崗口岸駅 - （福領駅） - 赤尾駅 - 華強南駅